# Вал (автомат)
АС «Вал» (Автомат специальный, Индекс ГРАУ — 6П30) — бесшумный автомат, разработанный в климовском ЦНИИточмаш конструкторами П. Сердюковым и В. Красниковым во второй половине 1980-х годов на базе бесшумной снайперской винтовки «ВСС». «Вал» и «ВСС» визуально похожи и унифицированы на 70 %.
Также частью этой системы бесшумного оружия стал пистолет специальный самозарядный (ПСС) и нож разведчика стреляющий (НРС).

## История
До 1970-х годов подразделениями специального назначения СССР применялись в основном доработанные образцы стрелково-гранатомётного оружия общевойскового назначения, оснащённые глушителями и использовавшие специальные патроны с дозвуковой скоростью полёта пули. В качестве примера можно привести комплексы «Тишина» на базе АКМ и «Канарейка» на базе АКС74У, а также пистолеты ПБ и АПБ. Однако подобные решения имели свои недостатки (например, значительное увеличение размеров у пистолетов с глушителями, резкое снижение дальности эффективной стрельбы у автоматов с ПБС-1 и его ограниченный ресурс), поэтому параллельно в ЦНИИточмаш под руководством НИУ КГБ и ГРУ ГШ СССР создавались специальные образцы узконаправленного предназначения, которые бы могли обеспечивать бо́льшую скрытность действий спецподразделений.
Противоречивые тактико-технические требования к снайперской винтовке и автомату, выдвинутые различными ведомствами, стали причиной затягивания работ и к 1983 году требования были согласованы только по снайперской винтовке. ТТЗ к автомату было утверждено только через два года, однако оно обрело ключевое значение и для программы по разработке снайперской винтовки, поскольку предъявляло повышенное значение поражающей способности (требовалось обеспечить поражение живой силы в бронежилетах 6Б2 на дальности 400 м, в то время в ТТЗ на снайперскую винтовку говорилось только об армейском шлеме). В результате этого снайперская винтовка была полностью переделана под новый патрон 9×39 мм, а на её основе был создан автомат «Вал» (который стал основой для разработки малогабаритного автомата СР-3 «Вихрь»).

## Описание
Автомат специальный «Вал» построен на основе газоотводной автоматики с длинным рабочим ходом газового поршня. Газовый поршень расположен над стволом и жёстко связан с затворной рамой. Внутри поршень полый, и в него входит своим передним концом возвратно-боевая пружина. УСМ — ударникового типа. Запирание ствола осуществляется поворотным затвором, имеющим 6 боевых упоров, за вырезы в ствольной коробке. Ствольная коробка — фрезерованная из стали. В сравнении со штамповкой такой метод повышает жёсткость конструкции, однако также увеличивается масса и себестоимость производства. Для защиты от коррозии применяется воронение стали. В стенках ствола имеются четыре ряда наклонных отверстий, обеспечивающих равномерный отвод пороховых газов (часть газов отводится в камеру глушителя ещё при движении пули по стволу).
Приклад — трубчатый, складной влево, металлический, достаточно прочный для использования в ближнем бою, в сложенном состоянии не препятствует стрельбе. Шершавая поверхность пистолетной рукоятки позволяет прочно удерживать её, чему также способствует и сама форма рукоятки. Пистолетная рукоятка, цевьё и двухрядные магазины — пластиковые. Встроенный глушитель играет также роль пламегасителя. Благодаря ему и патронам с дозвуковой скоростью уровень звукового давления при выстреле составляет 130 дБ. Переводчик режимов огня расположен в задней части спусковой скобы, а предохранитель и рукоятка перезаряжания — справа. Несмотря на улучшения в эргономике (в сравнении с автоматом Калашникова), полностью двусторонним оружием «Вал» назвать нельзя: для того, чтобы снять оружие с предохранителя или передёрнуть рукоятку затвора, стрелку приходится убирать руку с пистолетной рукоятки (для осуществления этих операций левой рукой приходится наклонять и разворачивать автомат). Также среди недостатков отмечаются лязг затвора и случаи повреждения пулей при выстреле.
В нём используются специальные 9-мм дозвуковые патроны СП-5 и СП-6. Пуля снайперского патрона СП-5 (со стальным сердечником) пробивает бронежилеты 2 класса или 6-мм стальной лист на дальности 100 м, а 2-мм — на всём расстоянии прицельной стрельбы, при этом сохраняется энергия, достаточная для поражения укрывшегося противника. Бронебойный патрон СП-6 с увеличенным сердечником из закалённой стали способен вывести из строя автомобиль и даже легкобронированную технику. Она пробивает 8-мм стальной лист на дальности 100 м, а 5-мм стальной лист или бронежилеты 3 класса — на всём расстоянии прицельной стрельбы. Данные показатели сравнимы с таковыми у стандартных патронов калибра 5,56 мм, 5,45 мм, обладающих в несколько раз большей дульной энергией.
Прицельные приспособления включают мушку и секторный прицел, маркированный от 25 до 400 метров, установленные на кожухе глушителя. Кроме того, на левой стенке ствольной коробки расположена планка для крепления кронштейнов для оптических дневных (например, ПСО-1М) и ночных (например, 1-ПН-51) прицелов, дающих возможность распознавать цели на удалении до 300 м.
Разобранный на основные узлы (ствольная коробка со стволом, автоматикой, УСМ и цевьём, глушитель с прицельными приспособлениями, приклад) автомат транспортируется в специальном кейсе вместе с прицелами и магазинами. Сборка занимает от 30 до 60 секунд в зависимости от подготовки стрелка.

## Комплектация
1. Чехол для переноски.
2. Корпус пенала.
3. Крышка пенала.
4. Отвёртка.
5. Выколотка.
6. Ёрш.
7. Протирка.
8. Нож-скребок.
9. Магазин.
10. Шомпол.
11. Маслёнка.
12. Чехол прицела.
13. Сумка для прицела и магазинов.
14. Магазины.
15. Сумка под ЗИП.
16. Ремень для ношения оружия.[7]

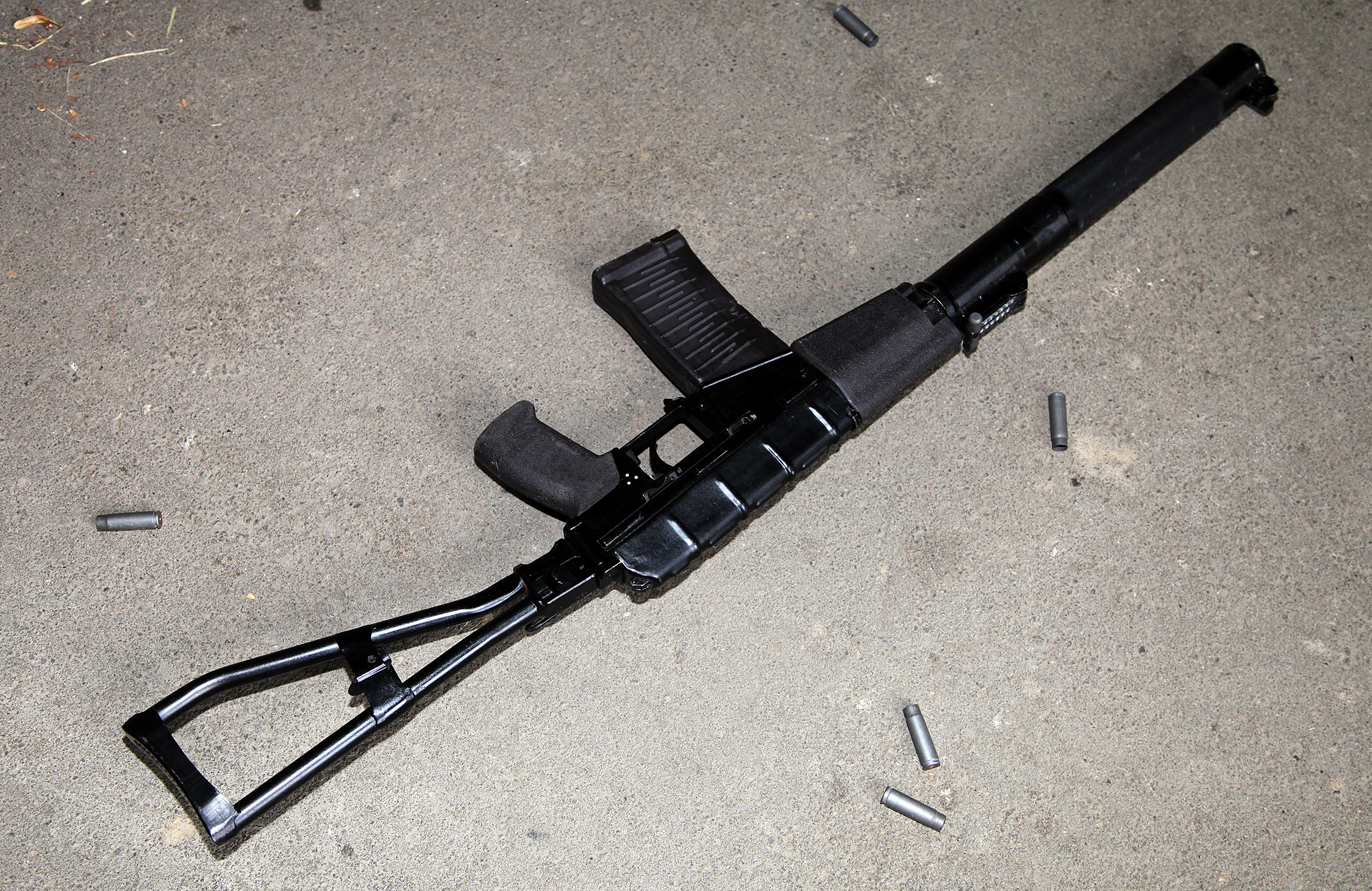

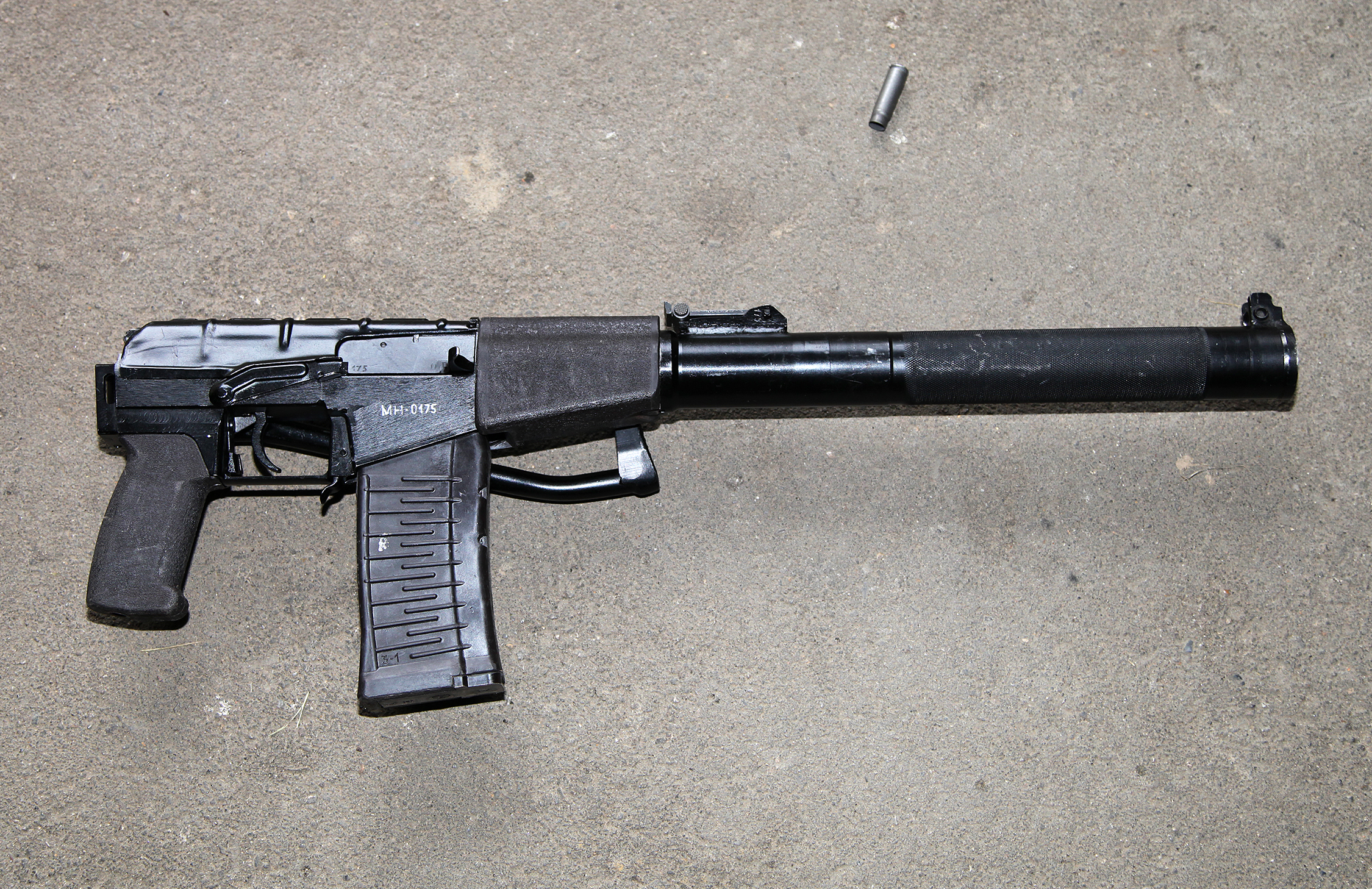

Каждый автомат комплектуется индивидуальным (одиночным) комплектом запасных частей и принадлежностей (ЗИП-О). Он предназначен для обеспечения эксплуатации образца оружия и поддержания его в исправном состоянии.
В состав ЗИП-О винтовки входят:
- шомпол — имеет с одной стороны кольцо, а с другой — резьбу для навинчивания протирки, ерша или скребка;
- маслёнка — стандартная, от автоматов АКМ;
- принадлежность — стандартная, от автоматов АКМ;
- скребок — предназначен для удаления порохового нагара с внутренней поверхности корпуса глушителя. Для чистки он навинчивается на шомпол. В процессе эксплуатации оружия конструкция скребка была изменена;
- нож — служит для удаления порохового нагара с поверхностей сепаратора, ствола и газового поршня. Нож имеет два лезвия — для чистки наружных поверхностей ствола и газового поршня, и для чистки сепаратора;
- шесть 20-зарядных магазинов;
- ремень.

В состав укладочных средств автомата входят:
- чехол для переноски автомата;
- сумка для переноски прицела;
- жилет для размещения и переноски — шести магазинов, двух сигнальных ракет, или одной сигнальной ракеты и ножа, трёх ручных гранат, пистолета ПСС и запасного магазина к нему.

Магазины автомата взаимозаменяемы с таковыми у ВСС Винторез.

## Страны-эксплуатанты
СССР — в 1987 году поступил на вооружение подразделений специального назначения ВС И МВД СССР.

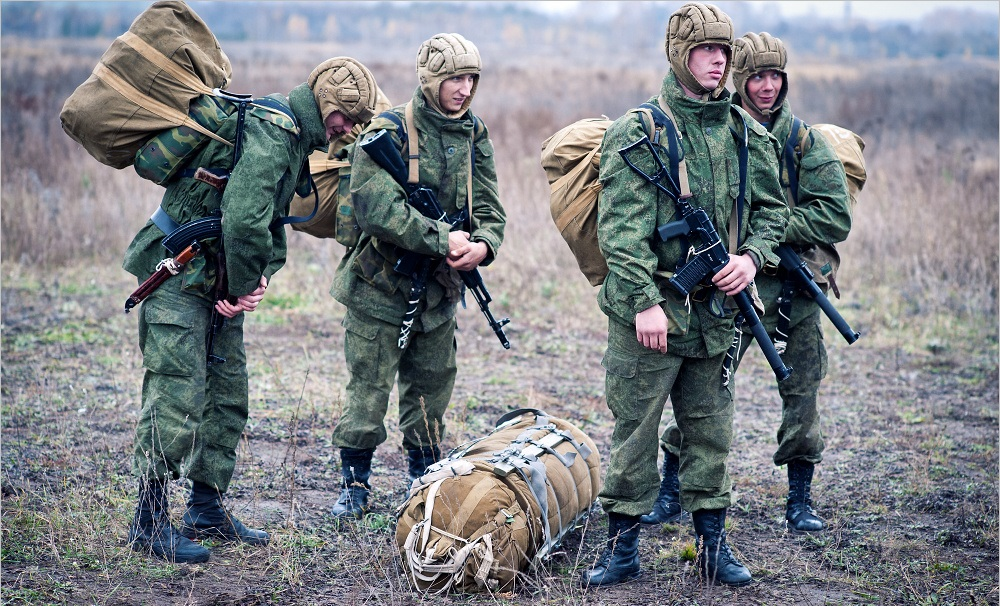
Автоматы Вал у бойцов 16-й бригады спецназа ГРУ

- Беларусь — на вооружении подразделений специального назначения ВС РБ, МВД, КГБ.[8]
- Россия — на вооружении подразделений специального назначения, с 2021 года на вооружение поступают партии модернизированного АС «Вал», Автомат специальный модернизированный «Вал».[9]
- Грузия — на вооружении группы сил специального назначения ВС Грузии[10][нет в источнике].
- Казахстан — на вооружении подразделений специального назначения[источник не указан 3095 дней].
- Армения — на вооружении подразделений специального назначения[источник не указан 2516 дней].

## Достоинства и недостатки

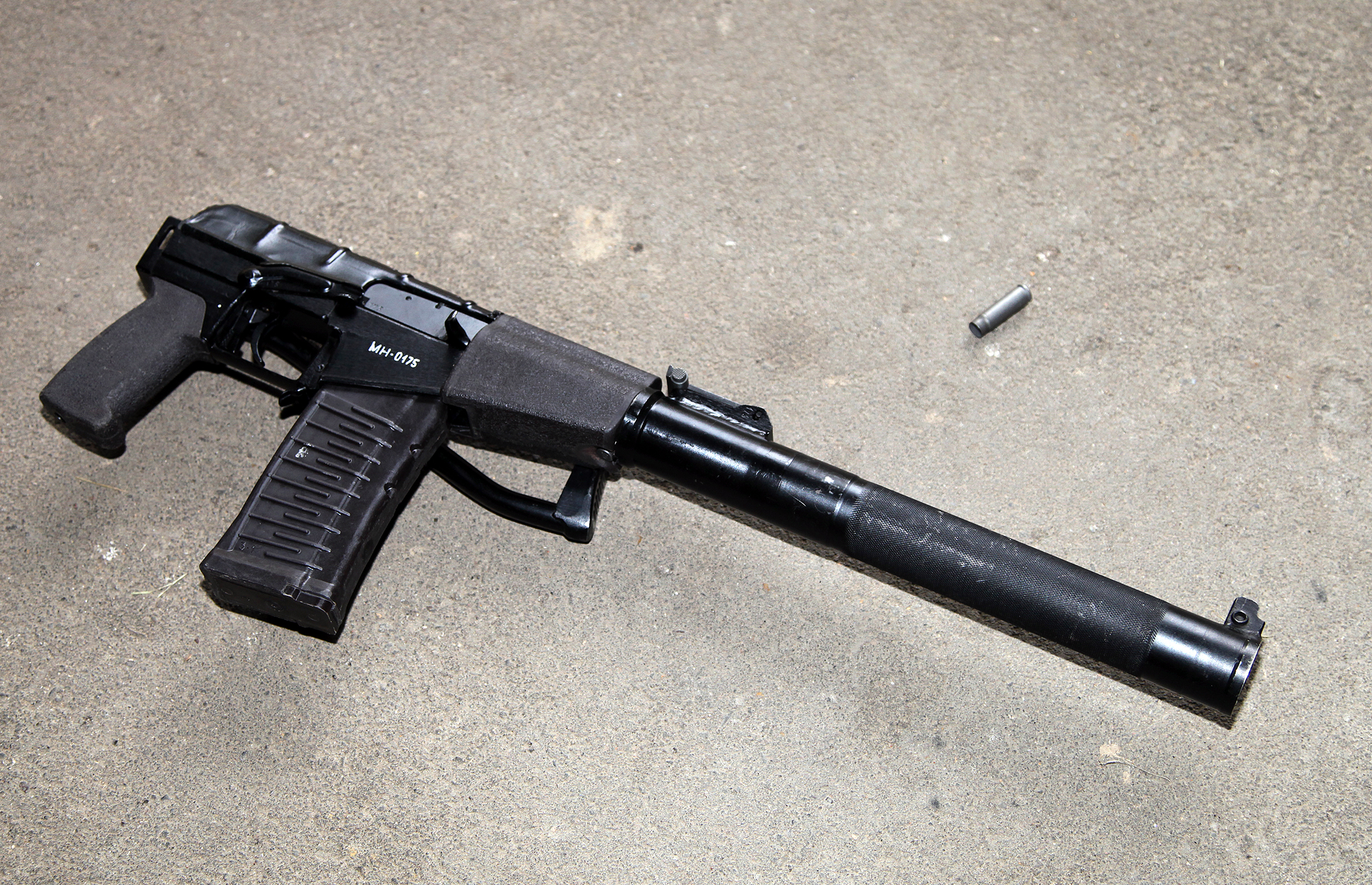

### Достоинства
- Небольшие габариты и масса.
- Пуля имеет приемлемую дульную энергию (665 Дж), благодаря большой массе (16,1 г) долго сохраняет её. Так, на расстоянии 400 м она составляет около 500 Дж, что обеспечивает высокое пробивное и убойное действие.
- Кучность стрельбы на расстоянии до 300 м вполне удовлетворительна.
- Автомат имеет простую конструкцию и легко разбирается. В разобранном виде помещается в кейсе.
- С левой стороны ствольной коробки имеется универсальное посадочное место для крепления оптических и ночных прицелов различного типа.
- Интегрированный со стволом глушитель обеспечивает хорошее подавление звуковой волны и вспышки пламени. Наложение остаточного звука на окружающие шумы делает звук выстрела неразличимым.
- Глушитель долговечен и не имеет сменных элементов.
- Переводчик режима огня находится рядом со спусковым крючком, его переключение возможно без снятия руки с рукоятки управления огнём.
- Использование нескольких типов патронов — СП-5, СП-6 — обеспечивает как высокоточную стрельбу, так и поражение целей в индивидуальных средствах бронезащиты или находящихся за преградой (например, в автомобиле).[11][неавторитетный источник]

### Недостатки
- Невысокая эффективная дальность стрельбы (не более 400 м).
- Металлический приклад недостаточно удобен.
- Ёмкость магазина недостаточна.
- Большая крутизна траектории полёта пули затрудняет выбор точки прицеливания.
- Для выключения предохранителя необходимо отрывать руку от рукоятки управления огнём.
- Габариты глушителя слишком велики, в то же время жёсткость его сепаратора невелика. Запирание узла глушителя недостаточно свободное и надежное. Известны случаи повреждения сепаратора пулей при выстреле.
- Используемые патроны дефицитны.

## Боевое применение
16 января 2013 года из автомата Вал с оптическим прицелом получил смертельное ранение в область лица известный криминальный авторитет Дед Хасан, позднее он скончался в реанимации Боткинской больницы.

## Иллюстрации

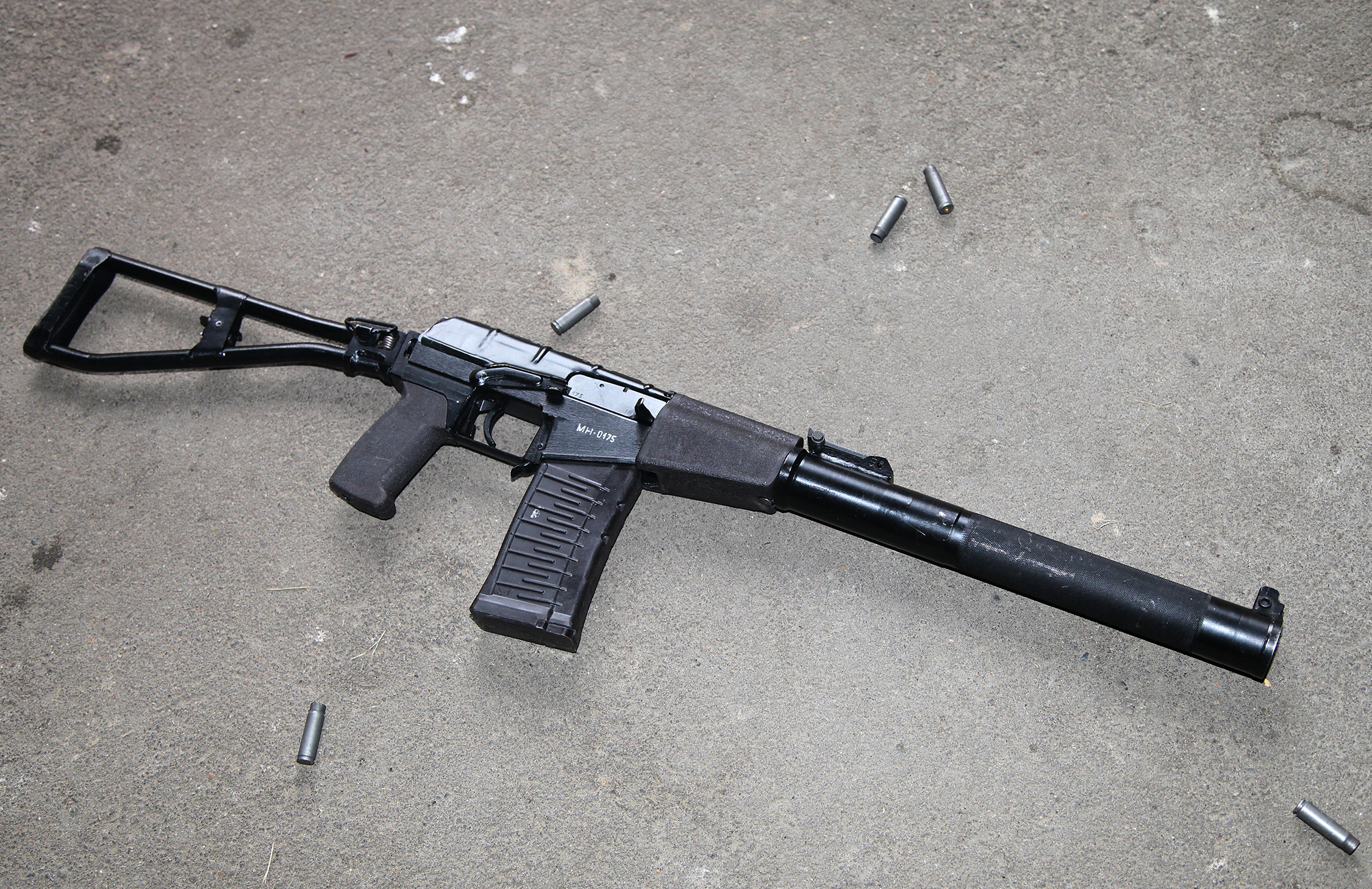
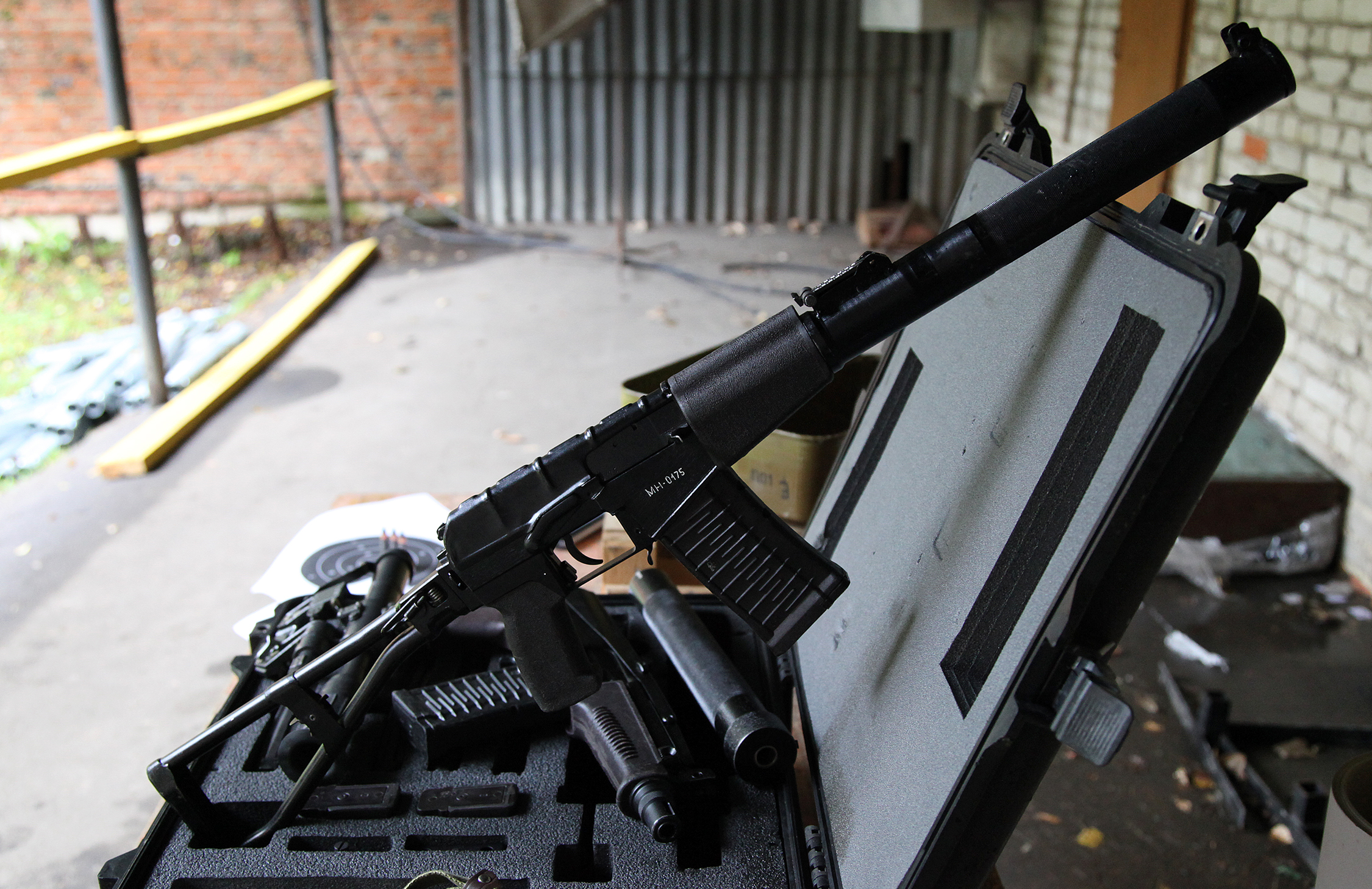
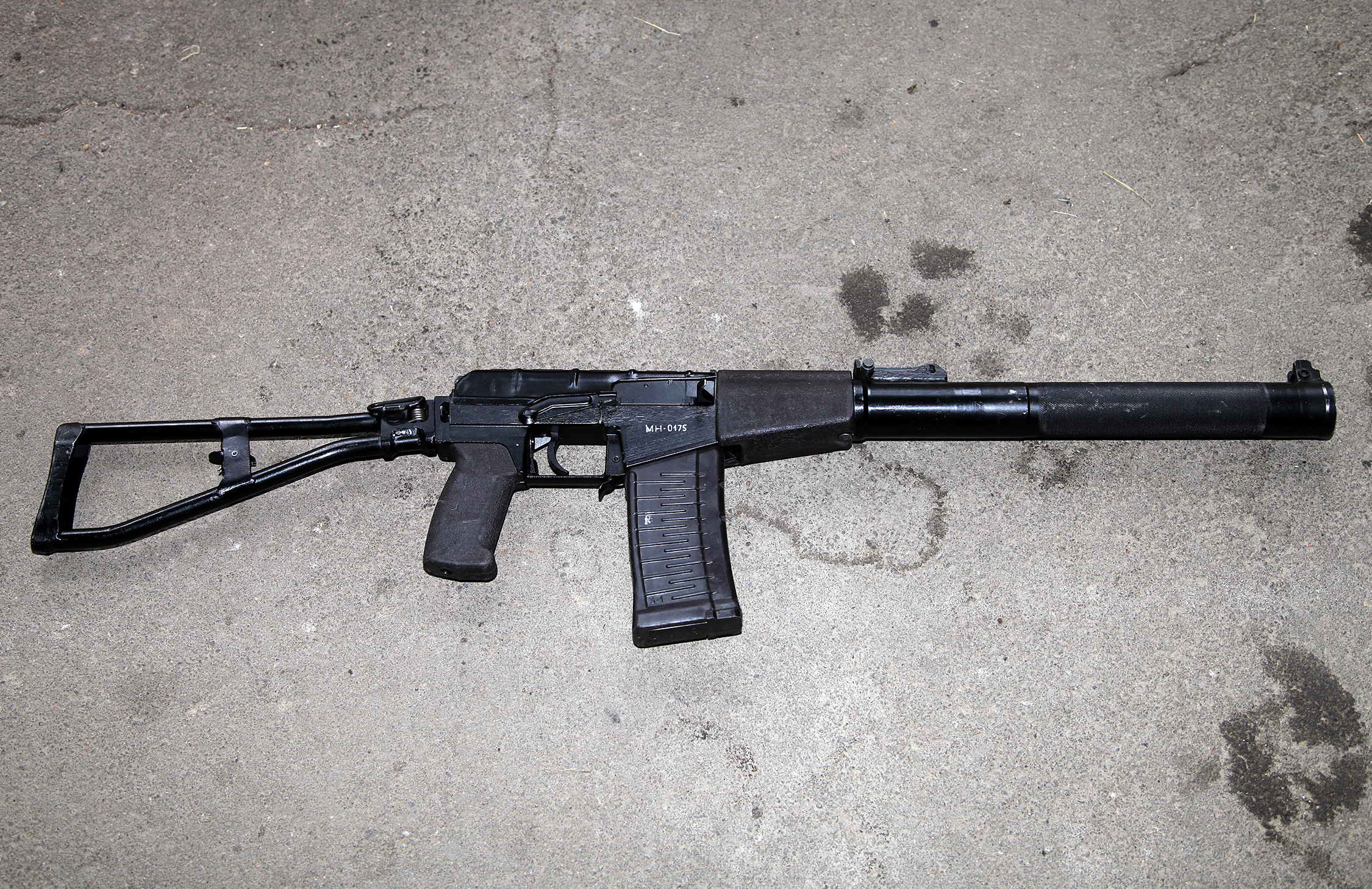
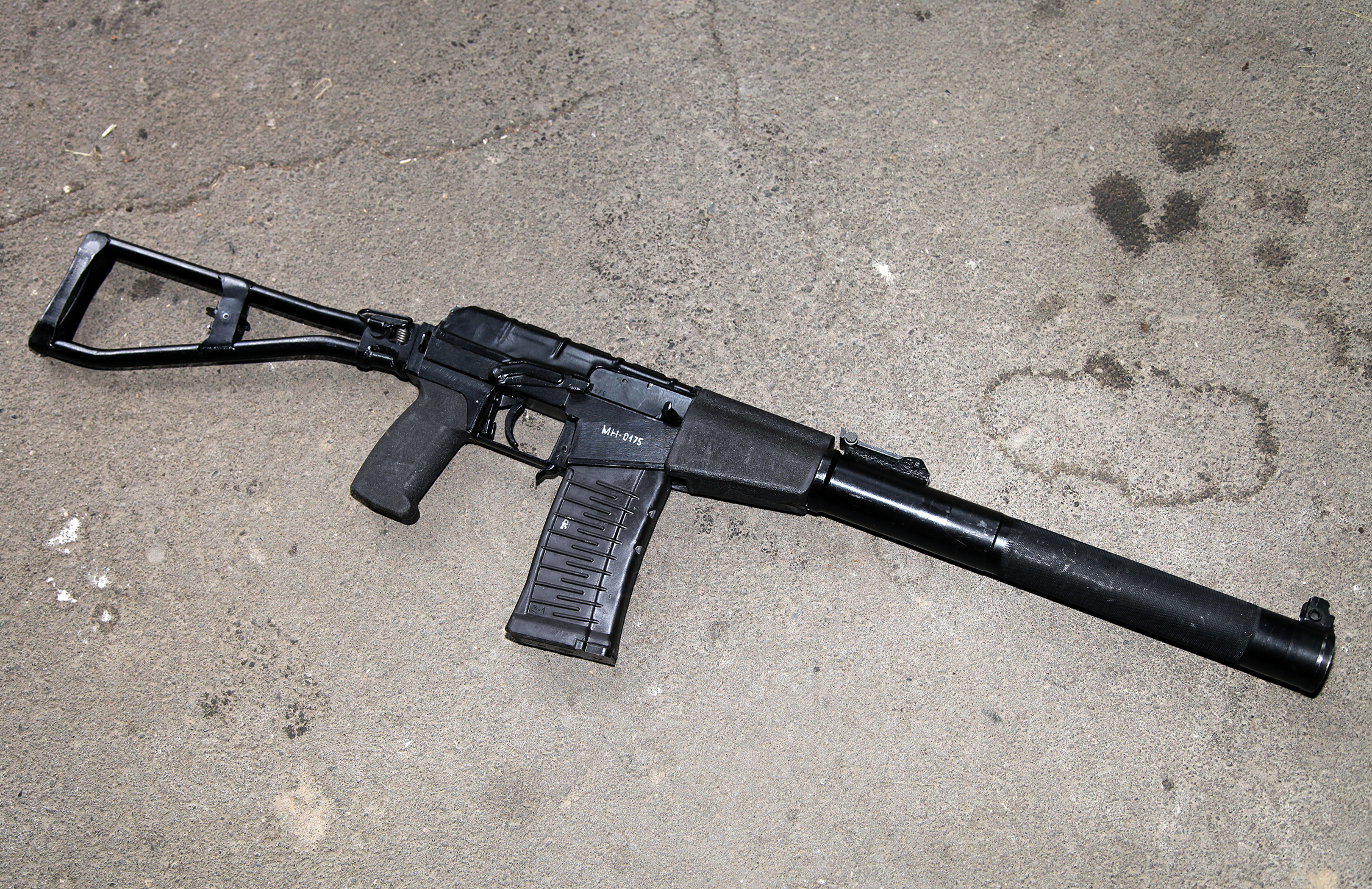
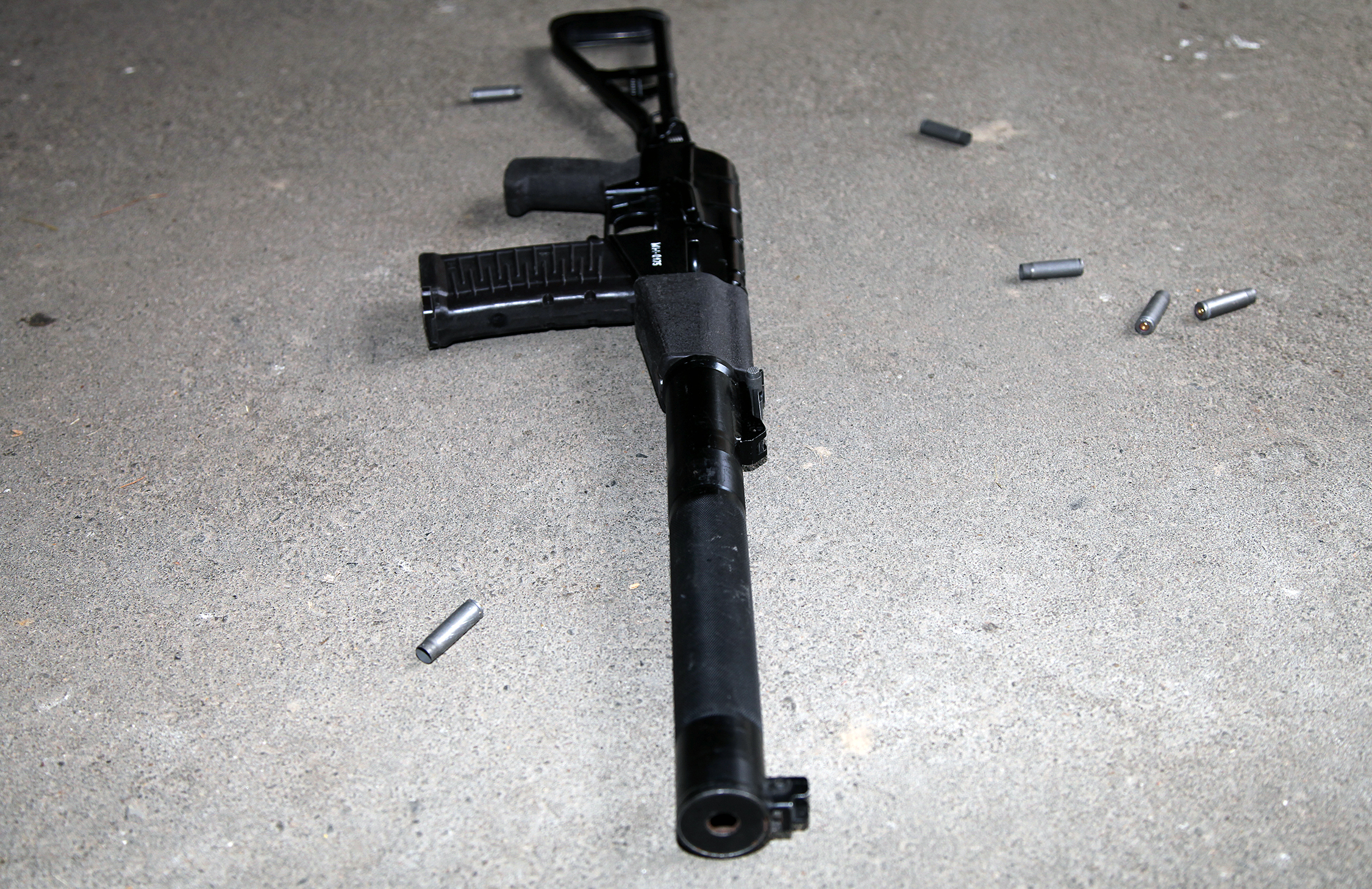
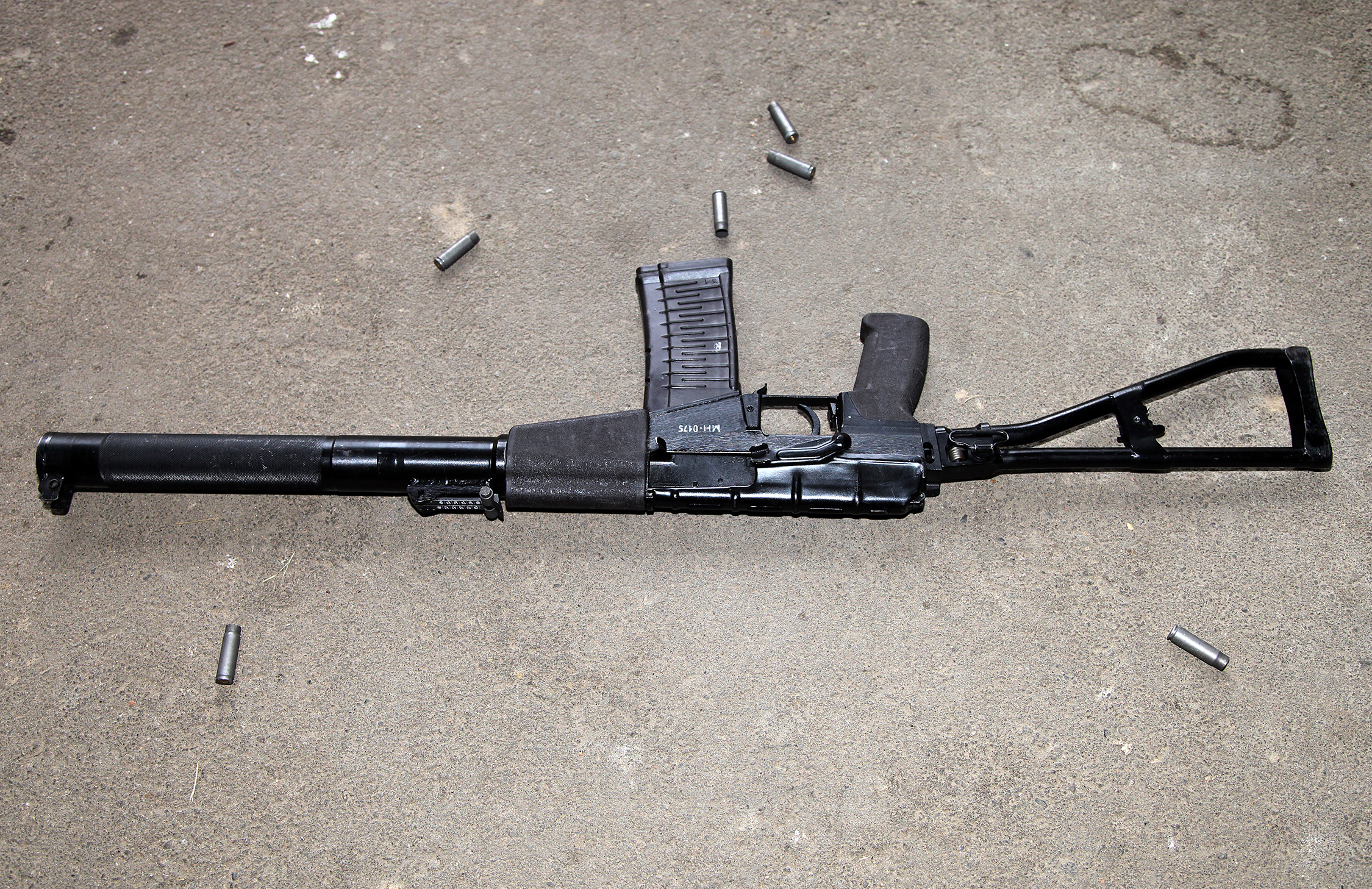
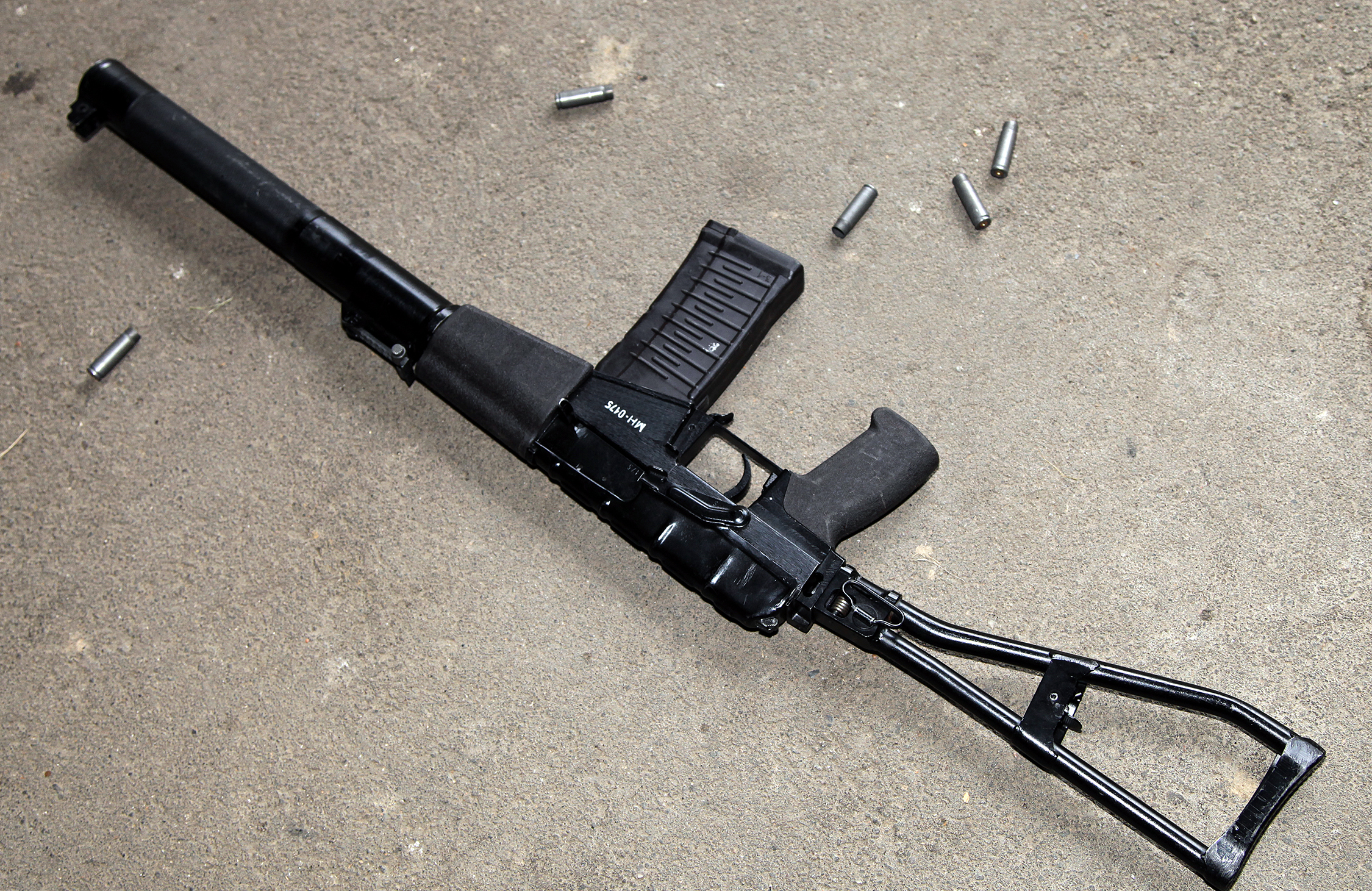
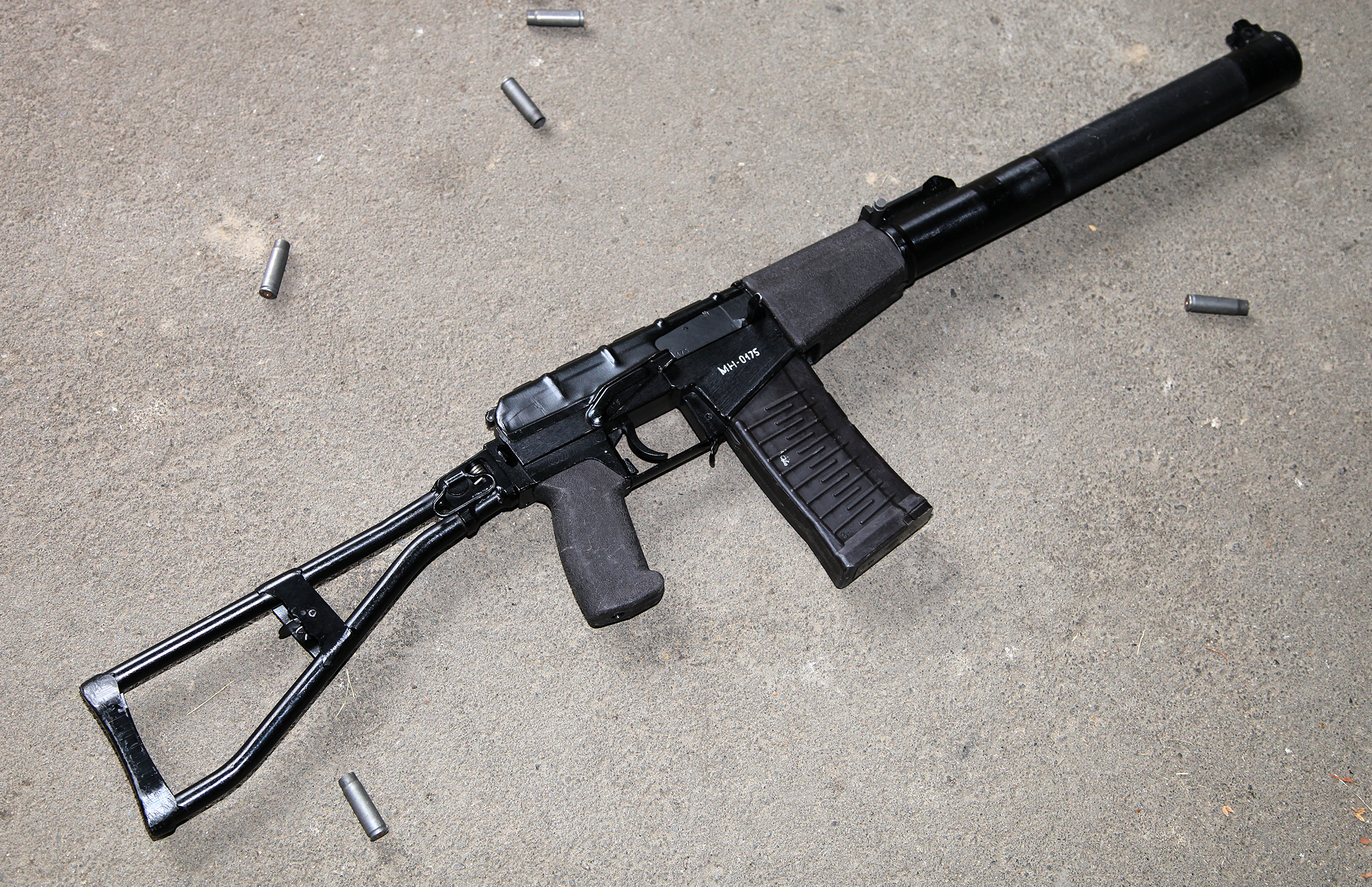
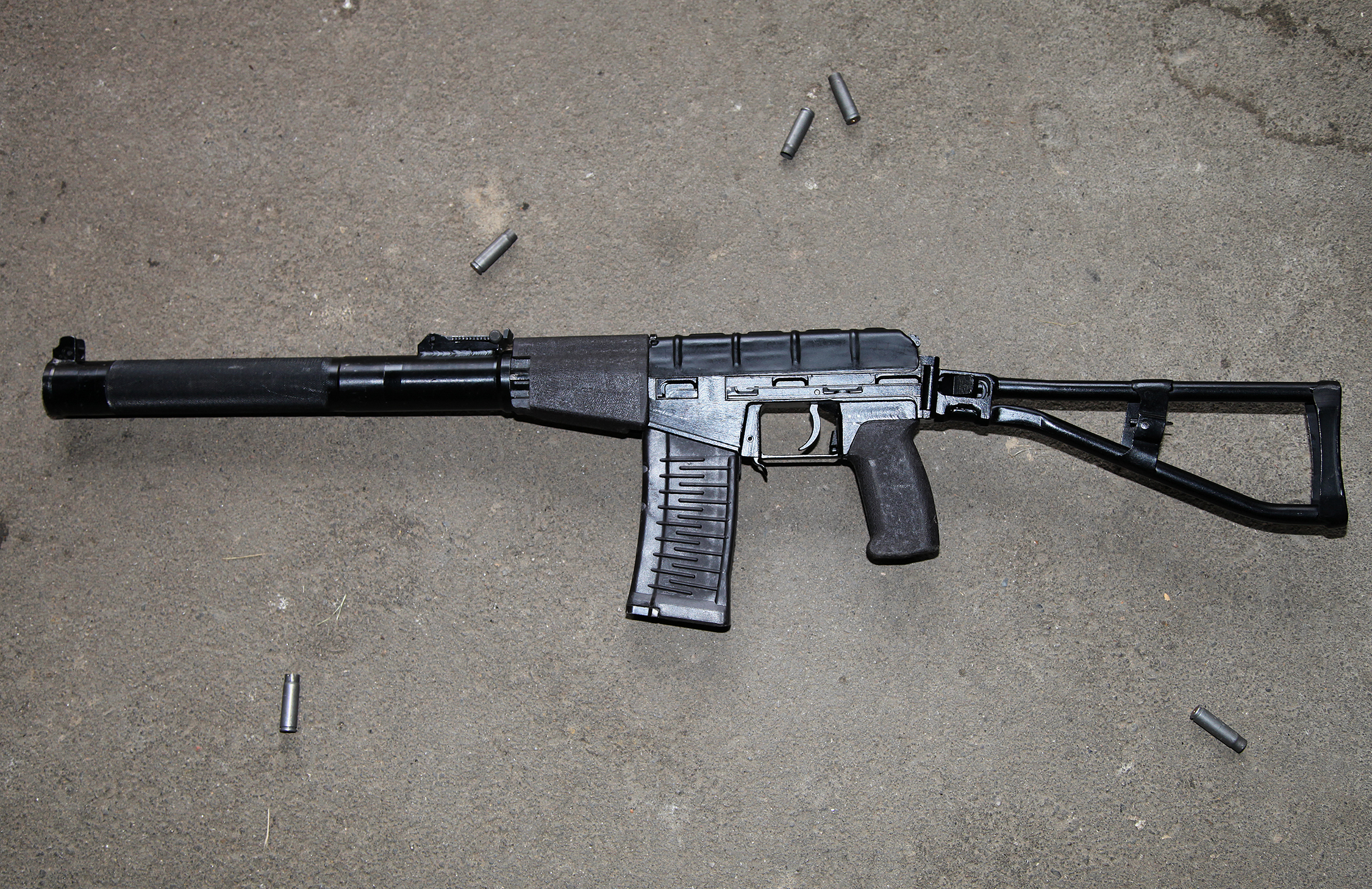

## Видео
- Стрельба одиночными и очередями Архивная копия от 11 октября 2016 на Wayback Machine
- Сборка и разборка автомата, изображения автомата